# Babylon 5: Betrayals
Betrayals, escrito por S. M. Stirling, es el sexto libro de la serie de novelas basadas en la serie de ciencia ficción Babylon 5 creada por J. Michael Straczynski. 

## Argumento
Se prepara una conferencia de paz en Babylon 5 para intentar detener la guerra narn-centauri. 
Mientras G'Kar espera con ella ganar un poco de tiempo para volver a luchar contra los centauri en un momento que les favorezca más, Londo utiliza los recursos que le envían desde su planeta para hospedar a la delegación centauri para redecorar su cabina. 
La conferencia de paz atrae también la atención de los T’llin, una raza que fue invadida por los narn de manera no muy distinta a como los narn fueron invadidos en su día por los centauri, y que buscan apoyo para su causa. Entre los T’llin de la estación, se prepara la llegada de los Prime, hermanos mellizos que eran los dirigentes de los T’llin antes de la invasión Narn.
Los mellizos se infiltran en la estación con la ayuda de Semana MacBride, una timadora que aprovecha su estancia en la estación para tratar de estafar a G’Kar intentando hacerle creer que tiene el Ojo centauri y está dispuesta a venderlo.
Por su parte, Garibaldi está entrenando a las nuevas incorporaciones a la plantilla del cuerpo de seguridad de la estación, Sheridan y Lennier deben atender a la periodista Chancy Clark - sobrina del presidente - que ha venido a cubrir la conferencia, e Ivanova debe lidiar con un subordinado descontento que la acosa intentando hacerle creer que su hermano fue un traidor durante la guerra con los minbari.

## Cronología
La novela se desarrolla durante la segunda temporada de la serie, e incluye a la práctica totalidad del reparto de personajes principales. 
- Datos: Q4102135